# 津軽信順
津軽 信順（つがる のぶゆき）は、江戸時代後期の大名。陸奥国弘前藩10代藩主。官位は従四位下・出羽守、侍従。

## 生涯
寛政12年（1800年）3月25日、9代藩主・津軽寧親の次男として誕生。文化8年（1811年）1月28日、11代将軍・徳川家斉に御目見する。文化11年12月16日（1815年）、従五位下・大隅守に叙任する。文化12年（1815年）6月、父・寧親と共にお国入りする。文政7年12月16日（1825年）、従四位下に昇進する。文政8年（1825年）4月10日、寧親の隠居により家督を相続する。天保5年12月16日（1835年）、侍従に任官する。
弘前藩では7代藩主・信寧や8代藩主・信明の下で藩政改革が行なわれ、一定の成功を収めたが、改革半ばにして信明は早世した。信明には実子がなかったため養嗣子の寧親が藩主となった。これが信順の父である。しかし、寧親は信明と違って決して有能ではなかったと評価され、信順もまた藩政において有能ではなかったとされる。
この父子には一つの野望があった。中央政界への進出、つまりは幕政への参与である。そのために寧親は世子である信順の正室に、特に身分の高い娘を選ぶことで、強力な門閥関係を作ろうとした。文化8年（1811年）、信順は内大臣・近衛基前の娘と婚約したが、2年後にこの娘は夭折する。次に信順は田安徳川斉匡の六女・鋭姫と婚約する。斉匡は11代将軍・徳川家斉の弟である。これにより将軍の一門衆となった。しかし、文政3年12月（1821年）に鋭姫は夭折する。翌文政4年（1821年）4月に、今度は斉匡の九女・欽姫と婚約し、文政5年12月（1823年）に結婚した。しかし、これら3度におよぶ婚姻政策のために公家衆や幕閣にばら撒いた金銀は数十万両におよび、膨大な散財のため信明時代に持ち直していた財政は再び破綻した。
弘前藩は盛岡藩から戦国時代に遡る因縁により恨まれていたが、文政4年（1821年）4月23日、盛岡藩の浪士によって藩主の寧親が襲撃を受けそうになったものの、実行犯グループの一味による密告により難を避けた（「相馬大作事件」）。文政8年（1825年）4月、寧親は信順に家督を譲って隠居した。
信順は父親以上に暗愚であったとされる。参勤交代の際、道中の宿所で夜中は女と酒におぼれ、朝に出立するどころか昼頃に起きるという不健全な生活を繰り返し、そのため参勤交代の行列の進み具合は遅れる一方となったと伝わる。当時、参勤交代には決められた期日までに江戸に到着しないといけない決まりがあり、理由なき遅参は藩の命運に関わる事態を招くこととなる。参勤が遅れて主家が改易されることを恐れ、家老の高倉盛隆は信順の素行に対して諫死した。しかしこの忠臣の死を知ってもなお信順は「遊興は余の病である」と言い放って遊び呆けたと伝わる。
文政10年（1827年）、将軍徳川家斉の太政大臣任命の日に信順（越中守）が轅輿に乗り、1370人もの家臣を伴い江戸城に登城したことを咎められて、70日間の逼塞処分となった。これは先に高直しにより10万石格式になった津軽家は、10万石格式の「轅輿の使用」を幕府に対して許可申請していたが、許可が下りないままになっていた。巷には「時の権力者で賄賂政治で名が知られた幕閣の重鎮水野忠成が勝手に轅輿を許したからであり、水野もただでは済まない」という風説が流れ、さらに水野の公用人が切腹したというデマが流れたが、この話を聞いた水野忠成本人は「越中守（信順）の逼塞処分は自分が申し付けたのである。賄賂を取っていたら許してやったものを」と言って笑ったと伝わる（「猿轅事件」）。
正室に将軍家と繋がりのある欽姫を迎えておきながら、江戸日本橋の油屋の娘を側室にするなど、さらに出費を繰り返した。このため、弘前藩の借金は70万両近くにまで膨れ上がったと言われている。
天保5年（1834年）には、本来なら必要の無い大名行列を仕立てて領内を巡察行し、さらに花火見物、ねぶた見物、月見見物と、藩財政を自分の快楽で乱費した。これらの出費により、弘前藩が進めてきた財政再建策は水泡に帰した。
天保8年（1837年）に米を藩の専売制にするが、翌天保9年（1838年）には撤回されている。藩主の無軌道ぶり、藩の経済的危機、これらの責任の所在を巡って津軽藩の家臣団も派閥争いを繰り広げていた。親族の将軍家や幕閣としては、蝦夷地防衛の観点からもこれを静観できなくなり、天保10年（1839年）、幕府は40歳の信順に強制隠居を命じた。家督は支藩である黒石藩主の津軽順承（元は三河国吉田藩主・松平信明の五男）が相続した。
その後、信順は政治の表舞台に立つことなく、文久2年（1862年）に63歳で死去した。
上述のような夜遊びなどの逸話から、後世に「夜鷹殿様」と渾名された。

## 系譜
- 父：津軽寧親
- 母：福姫 - 杉浦正勝の娘
- 正室：欽姫（1809-1851） - 徳川斉匡の九女
- 婚約者：近衛基前の娘
- 婚約者：鋭姫（1807-1820） - 徳川斉匡の六女
- 養子
  - 男子：津軽順承（1800-1865） - 松平信明の五男

## 偏諱を受けた人物
- 津軽順徳（順承）（養嗣子、黒石藩第2代藩主、後に弘前藩の第11代藩主）
- 津軽順朝（津軽家一門・津軽百助家当主）